# Sharda Rajan Iyengar
Sharda Rajan Iyengar o simplemente Sharda (Tamil Nadu, 25 de octubre de 1933-14 de junio de 2023) fue una cantante india de playback o de reproducción. Entre sus canciones más conocidas son "Baat Zara Hai Aapas Ki" en la película "Jahan Pyar Miley" (1970), también interpretó otra canción titulada "Titli Udi" de la película "Suraj" (1966). Además ella ha lanzado un álbum titulado "Andaaz - e - Bayan Aur", con sus propias composiciones basadas en las gazales de Mirza Ghalib, una forma musical de Turquía.

## Biografía
Sharda pertenecía a una familia de brahmanes conservadores en Tamil Nadu, sentía atracción por la música desde la infancia. 

## Carrera
A temprana edad empezó su carrera artística, a Sharda se le ofreció una prueba de voz dirigida por Showman Raj Kapoor, fue la primera vez que se la escuchó cantar en una función en la residencia de Shrichand Ahuja en Teherán, Irán. Obtuvo su primer gran éxito en Bollywood con la canción titulada "Titli Udi" en Suraj (1966). Fue promovida por Shankar del miembro del dúo Shankar Jaikishan.

## Canciones populares
- "Titli udi" (Suraj)
- "Jaan e Chaman" (Gumnaam) - con Mohammad Rafi.
- "Leja Leja mera dil" (An Evening In Paris).
- "Chale jana zara" (Around the World) - con Mukesh.
- "Tum Pyar se dekho" (Sapno Ka Saudagar) - con Mukesh.
- "Woh Pari kahan se" (Pehchan) - con Mukesh y Suman Kalyanpur.
- "Kisike dil ko" (Kal Aaj Aur Kal)
- "Jab bhi yeh dil udaas" (Seema) - con Mohammad Rafi.
- "Aap ki Rai Mere Baare Mein" (Elaan) - con Mohammad Rafi.
- "Jane Anjane Yahan" (Jane Anjane)